# Kierra Holst
Kierra Landon Holst (Waukegan, 24 marzo 1994) è una pallavolista statunitense.
Gioca nel ruolo di schiacciatrice.

## Biografia
Figlia di Brett Holst e Tammy Boock-Holst, nasce a Waukegan, in Illinois. Suo padre giocava a calcio per la Air Force e in seguito per la Valparaiso. Ha due sorelle e un fratello che si chiamano Karsen Elisabeth, Saige e Seth. Nel 2012 si diploma alla Coppell High School. In seguito studia chimica ed educazione secondaria alla University of Oklahoma.

## Carriera
La carriera di Kierra Holst inizia nei tornei scolastici texani, giocando per la Coppell HS. Dopo il diploma gioca a livello universitario nella NCAA Division I con la Oklahoma dal 2012 al 2015.
Nella stagione 2015-16 firma il suo primo contratto professionistico in Ungheria, giocando per il Békéscsabai in Nemzeti Bajnokság I, vincendo lo scudetto e la Coppa d'Ungheria. In seguito si trasferisce nelle Filippine per disputare la PSL Grand Prix Conference 2016 con le RC Cola-Army; conclusi gli impegni col club firma per le Gigantes de Carolina per la Liga de Voleibol Superior Femenino 2017, senza tuttavia concludere il torneo. 
Nel campionato 2017-18 gioca nella Volley League greca col Makedones Axios.

## Palmarès

### Club
- Campionato ungherese: 1

2015-16
- Coppa d'Ungheria: 1

2015-16